# Fabriano Basket 2007-2008
Questa voce raccoglie le informazioni riguardanti la Fabriano Basket , sponsorizzata Indesit, nella stagione 2007-2008.